# Ceftiolene
El Ceftiolene (INN) es un antibiótico de cefalosporina de tercera generación.